# Bahnstrecke Lwiw–Pidhajzi
| Streckenlänge: | 131,13 km                |                                              |                                              |
| Spurweite: | 1520 mm (Russische Spur) |                                              |                                              |
| |                          |                                              |                                              |
| \| \| \| von Lwiw \| \| \| \| \| Pidsamtsche (Підзамче) früher Lwów-Podzamcze \| \| \| \| \| nach Sdolbuniw \| \| \| \| \| Lytschakiw (Личаків) früher Łyczaków \| \| \| \| \| \| \| \| \| \| Podbereźce Підберізці \| \| \| \| \| Gaje-Czyżyków Гаї-Чижиків \| \| \| \| \| Hermanów Тарасівка \| \| \| \| \| Mikołajów Миколаїв \| \| \| \| \| Kurowice Куровичі \| \| \| \| \| Łahodów Лагодів \| \| \| \| \| Krosienko-Zaciemne Коросно-Затемне \| \| \| \| \| Lesienice Лисиничі \| \| \| \| \| Mariówka Майорівка \| \| \| \| \| Schleppbahn Tabakfabrik \| \| \| \| \| Winniki Винники \| \| \| \| \| Przemyślany Перемишляни \| \| \| \| \| Wołków Вовків \| \| \| \| \| Polochów Mały Малий Полюхів \| \| \| \| \| Białe Біле \| \| \| \| \| Dunajów Дунаїв \| \| \| \| \| Buszcze Біще \| \| \| \| \| Hinowice (Гиновичі) \| \| \| \| 9 \| Bereschany (Бережани) früher Brzeżany \| Bereschany (Бережани) früher Brzeżany \| \| \| 6 \| Posuchiw (Посухів) früher Posuchów \| Posuchiw (Посухів) früher Posuchów \| \| \| \| Żołnówka \| \| \| \| \| von Ternopil \| \| \| \| \| Potutory (Потутори) \| \| \| \| \| nach Stryj \| \| \| \| \| Saranczuki Саранчуки \| \| \| \| \| Litwinów-Bożyków Литвинів-Божиків \| \| \| \| \| Rudniki Рудники \| \| \| \| \| Podhajce Підгайці \| \| |                          |                                              |                                              |
| Strecke |                          | von Lwiw                                     | von Lwiw                                     |
| Bahnhof |                          | Pidsamtsche (Підзамче) früher Lwów-Podzamcze | Pidsamtsche (Підзамче) früher Lwów-Podzamcze |
| Abzweig geradeaus und nach links |                          | nach Sdolbuniw                               | nach Sdolbuniw                               |
| Dienststation / Betriebs- oder Güterbahnhof |                          | Lytschakiw (Личаків) früher Łyczaków         | Lytschakiw (Личаків) früher Łyczaków         |
| |                          |                                              |                                              |
| Haltepunkt / Haltestelle (Strecke außer Betrieb) |                          | Podbereźce Підберізці                        | Podbereźce Підберізці                        |
| Bahnhof (Strecke außer Betrieb) |                          | Gaje-Czyżyków Гаї-Чижиків                    | Gaje-Czyżyków Гаї-Чижиків                    |
| Haltepunkt / Haltestelle (Strecke außer Betrieb) |                          | Hermanów Тарасівка                           | Hermanów Тарасівка                           |
| Bahnhof (Strecke außer Betrieb) |                          | Mikołajów Миколаїв                           | Mikołajów Миколаїв                           |
| Bahnhof (Strecke außer Betrieb) |                          | Kurowice Куровичі                            | Kurowice Куровичі                            |
| Haltepunkt / Haltestelle (Strecke außer Betrieb) |                          | Łahodów Лагодів                              | Łahodów Лагодів                              |
| Haltepunkt / Haltestelle (Strecke außer Betrieb) |                          | Krosienko-Zaciemne Коросно-Затемне           | Krosienko-Zaciemne Коросно-Затемне           |
| Haltepunkt / Haltestelle (Strecke außer Betrieb) |                          | Lesienice Лисиничі                           | Lesienice Лисиничі                           |
| Haltepunkt / Haltestelle (Strecke außer Betrieb) |                          | Mariówka Майорівка                           | Mariówka Майорівка                           |
| Abzweig geradeaus und von rechts (Strecke außer Betrieb) |                          | Schleppbahn Tabakfabrik                      | Schleppbahn Tabakfabrik                      |
| Bahnhof (Strecke außer Betrieb) |                          | Winniki Винники                              | Winniki Винники                              |
| Bahnhof (Strecke außer Betrieb) |                          | Przemyślany Перемишляни                      | Przemyślany Перемишляни                      |
| Haltepunkt / Haltestelle (Strecke außer Betrieb) |                          | Wołków Вовків                                | Wołków Вовків                                |
| Haltepunkt / Haltestelle (Strecke außer Betrieb) |                          | Polochów Mały Малий Полюхів                  | Polochów Mały Малий Полюхів                  |
| Haltepunkt / Haltestelle (Strecke außer Betrieb) |                          | Białe Біле                                   | Białe Біле                                   |
| Bahnhof (Strecke außer Betrieb) |                          | Dunajów Дунаїв                               | Dunajów Дунаїв                               |
| Bahnhof (Strecke außer Betrieb) |                          | Buszcze Біще                                 | Buszcze Біще                                 |
| Haltepunkt / Haltestelle (Strecke außer Betrieb) |                          | Hinowice (Гиновичі)                          | Hinowice (Гиновичі)                          |
| Kopfbahnhof Strecke bis hier außer Betrieb | 9                        | Bereschany (Бережани) früher Brzeżany        | Bereschany (Бережани) früher Brzeżany        |
| Haltepunkt / Haltestelle | 6                        | Posuchiw (Посухів) früher Posuchów           | Posuchiw (Посухів) früher Posuchów           |
| ehemaliger Haltepunkt / Haltestelle |                          | Żołnówka                                     | Żołnówka                                     |
| Abzweig geradeaus und von links |                          | von Ternopil                                 | von Ternopil                                 |
| Bahnhof |                          | Potutory (Потутори)                          | Potutory (Потутори)                          |
| Abzweig ehemals geradeaus und nach rechts |                          | nach Stryj                                   | nach Stryj                                   |
| Haltepunkt / Haltestelle (Strecke außer Betrieb) |                          | Saranczuki Саранчуки                         | Saranczuki Саранчуки                         |
| Bahnhof (Strecke außer Betrieb) |                          | Litwinów-Bożyków Литвинів-Божиків            | Litwinów-Bożyków Литвинів-Божиків            |
| Bahnhof (Strecke außer Betrieb) |                          | Rudniki Рудники                              | Rudniki Рудники                              |
| Kopfbahnhof Streckenende (Strecke außer Betrieb) |                          | Podhajce Підгайці                            | Podhajce Підгайці                            |

Die Bahnstrecke Lwiw–Pidhajzi ist eine Nebenbahn in der westlichen Ukraine, die ursprünglich als staatlich garantierte Lokalbahn Lemberg–Podhajce (poln.: Kolej Lokalna Lwów–Podhajce) erbaut und betrieben wurde. Die heute weitgehend stillgelegte Strecke zweigte im Stadtgebiet von Lwiw (Lemberg) im Bahnhof Pidsamtsche von der Bahnstrecke Lwiw–Sdolbuniw ab und führte über Peremyschljany nach Pidhajzi. In Betrieb ist heute nur noch der kurze Abschnitt zwischen Bereschany und Potutory.
Ferner ist auch die Strecke im Stadtbereich von Lwiw noch vorhanden. Sie diente nach 1945 als Anschlussgleis. Wegen ihrer romantischen Streckenführung wurde sie über viele Jahre für Sonderfahrten mit Dampflokomotiven genutzt.

## Geschichte
Die Konzession „zum Baue und Betriebe einer als normalspurige Lokalbahn auszuführenden Lokomotiveisenbahn von einem geeigneten Punkte nächst der Station Lemberg-Podsamcze der Staatsbahnlinie Lemberg–Podwołoczyska über Winniki, Przemyślany, Brzeżany und Potutory nach Podhajce“ erhielten Roman Graf Potocki, Dr. Adam Czyżewicz und Adam Ritter von Treter am 19. August 1905. Teil der Konzession war die Verpflichtung, den Bau der Strecke sofort zu beginnen und binnen drei Jahren fertigzustellen. Die Konzessionsdauer war auf 90 Jahre festgesetzt. Die Verzinsung des Anlagekapitals wurde vom österreichischen Staat in Höhe von jährlich vier Prozent für eine Dauer von 76 Jahren garantiert.
Auf Aufforderung der Staatsverwaltung waren die Konzessionäre verpflichtet, „eine Abzweigung von der Station Lemberg-Lyczaków der eingangs bezeichneten Eisenbahn bis zum Anschlusse an die Bahnlinie Lemberg–Czernowitz herzustellen.“
Die Strecke wurde in drei Teilabschnitten eröffnet:
- Lemberg-Podsamcze–Kurowice am 15. Dezember 1908 (35,91 km)
- Kurowice–Wołków am 25. Februar 1909 (34,30 km)
- Wołków–Podhajce am 29. Oktober 1909 (70,92 km)

Den Betrieb führten die k.k. Staatsbahnen (kkStB) für Rechnung der Eigentümer.

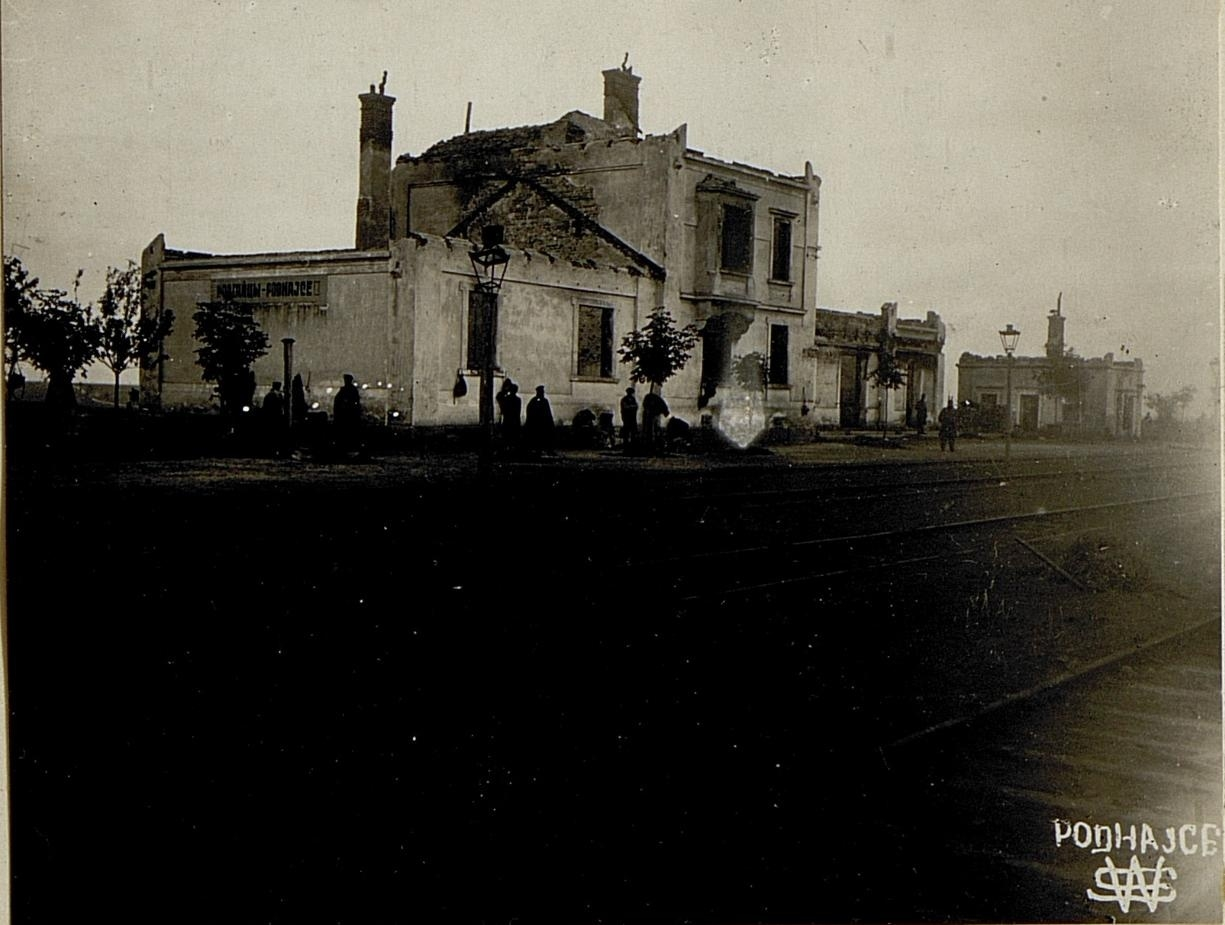
Bahnhof Podhajce nach der Rückeroberung durch österreichisch-ungarische Truppen im Ersten Weltkrieg (1915)

Im Ersten Weltkrieg war das Bahngebiet von 1914 bis 1915 von kaiserlich russischen Truppen besetzt. Neben einigen Zerstörungen an der Strecke gingen in dieser Zeit Fahrzeuge verloren.
Nach dem Ende des Ersten Weltkriegs wurde die Strecke von den Polnischen Staatsbahnen (PKP) betrieben.
Im Zweiten Weltkrieg lag die Strecke nach der Sowjetischen Besetzung Ostpolens ab September 1939 auf sowjetischem Gebiet. Für einen etwaigen Umbau auf Russische Breitspur und einen öffentlichen Weiterbetrieb in jener Zeit fehlen die Belege. Nach der Besetzung des Bahngebietes durch das Deutsche Reich wurde die Strecke ab dem Sommer 1941 von der Generaldirektion der Ostbahn (Gedob), Ostbahndirektion Lemberg betrieben. Im Reichskursbuch war die Strecke unter der Kursbuchnummer 535c verzeichnet. Der letzte Fahrplan – gültig ab 3. Juli 1944 – verzeichnete lediglich ein durchgehendes Zugpaar zwischen Lemberg Hbf und Podhaice, ein weiteres verkehrte von und nach Potutory. Am Ende des Zweiten Weltkrieges sprengte die Wehrmacht ab 22. Juli 1944 Brücken, Gleise und den Bahnhof Podhajce, um den Vormarsch der sowjetischen Roten Armee aufzuhalten.

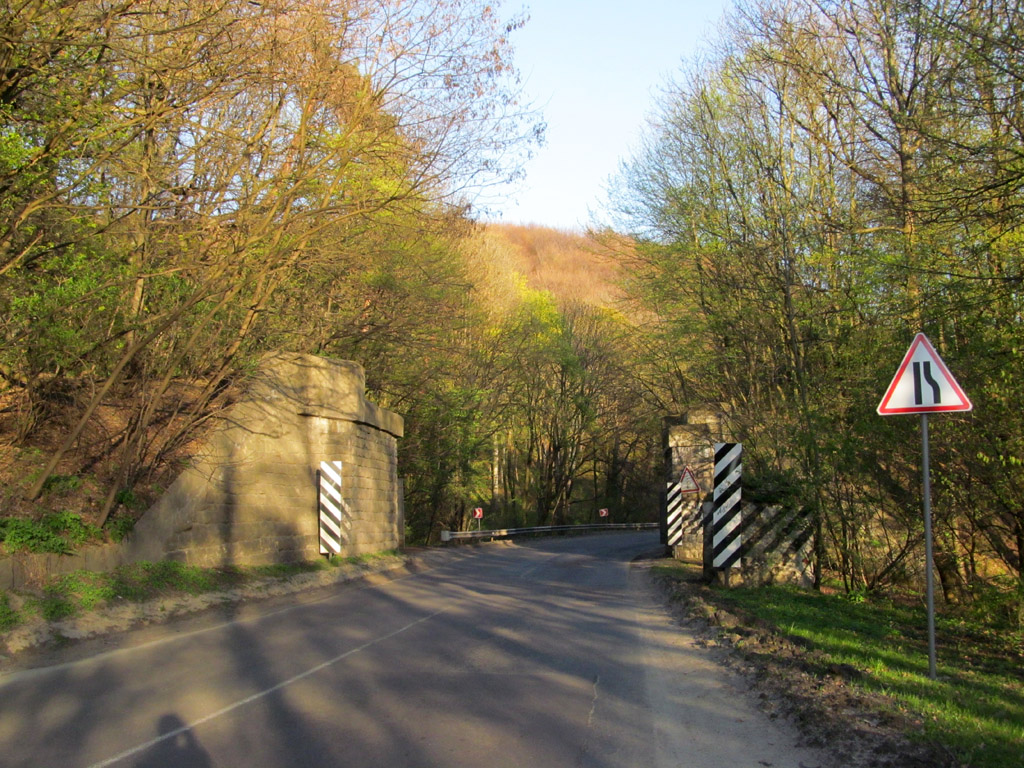
Brückenwiderlager bei Winniki (2017)

Die Sowjetischen Eisenbahnen nahmen später nur zwei kurze Abschnitte im Stadtgebiet von Lwiw sowie zwischen Bereschany und Potutory in russischer Breitspur (1520 mm) wieder in Betrieb, die restliche Strecke wurde aufgegeben.
Heute verkehrt auf der Strecke noch ein Zugpaar in der Relation Ternopil–Bereschany:
- 6251/6258: Ternopil–Bereschany
- 6257/6254: Bereschany–Ternopil

Die Strecke in Lwiw zwischen Pidsamtsche und Lytschakiw ist seit 2018 betrieblich gesperrt.

## Fahrzeugeinsatz
Für Rechnung der Eigentümer beschafften die betriebsführenden kkStB insgesamt elf Lokomotiven der kkStB-Reihe 178. Die Lokomotiven besaßen die Betriebsnummern 178.64 bis 178.74. Fünf Lokomotiven lieferte die Lokomotivfabrik Floridsdorf und sechs die Lokomotivfabrik der StEG in Wien. Nach Kriegsverlusten im Ersten Weltkrieg kamen noch acht Lokomotiven zu den PKP, sie erhielten dort die neuen Betriebsnummern Tkp11-5 bis Tkp11-12. Nach dem Zweiten Weltkrieg befand sich nur noch Tkp11-12 im Bestand der PKP, vier weitere verblieben unter ihrer früheren PKP-Nummer als Kriegsbeute in der Sowjetunion.
Zur Betriebseröffnung im Jahr 1908 gab es zehn Personenwagen und 28 Güterwagen. Bis 1912 wurden 18 weitere Personenwagen in Dienst gestellt.